# Encyclia chiapasensis
Encyclia chiapasensis är en orkidéart som beskrevs av Carl Leslie Withner och D.G.Hunt. Encyclia chiapasensis ingår i släktet Encyclia och familjen orkidéer. Inga underarter finns listade i Catalogue of Life.